# Burni Angkip
Burni Angkip är ett berg i Indonesien.   Det ligger i provinsen Aceh, i den västra delen av landet, 1 600 km nordväst om huvudstaden Jakarta. Toppen på Burni Angkip är 2 435 meter över havet, eller 920 meter över den omgivande terrängen. Bredden vid basen är 31 km.
Terrängen runt Burni Angkip är bergig västerut, men österut är den kuperad.Runt Burni Angkip är det ganska tätbefolkat, med 52 invånare per kvadratkilometer. I omgivningarna runt Burni Angkip växer i huvudsak städsegrön lövskog.